# Ёркина, Жанна Дмитриевна
Жанна Дмитриевна Ёркина (в замужестве Сергейчик; 6 мая 1939 — 25 мая 2015) — советская космонавт-испытатель (женская группа космонавтов ВВС), майор-инженер.

## Биография
Родилась 6 мая 1939 года в городе Сольцы Новгородской области.
После окончания в Тамбове в 1956 году средней школы, поступила в Рязанский педагогический институт (ныне Рязанский государственный университет имени С. А. Есенина), который окончила в 1961 году. С 1957 года, будучи студенткой, занималась в Рязанском аэроклубе. По распределению с сентября 1961 по февраль 1962 года работала учительницей в Рязанской области.
В апреле 1962 года была призвана на военную службу и зачислена на должность слушателя-космонавта. В 1964—1969 годах обучалась на инженерном факультете Военно-воздушной академии имени Жуковского, получив квалификацию «лётчик-космонавт-инженер». С октября 1969 года Жанна Дмитриевна Ёркина работала в Центре подготовки космонавтов на различных должностях и была уволена в запас по возрасту 20 июля 1989 года.
В марте 1962 года Ёркина прошла медицинское обследование и на заседании комиссии по отбору космонавток была зачислена в состав второй группы женщин-космонавтов из восьми человек. В апреле-ноябре 1962 года прошла общекосмическую подготовку и после сдачи экзаменов 1 декабря 1962 года была переведена на должность космонавта 1-го отряда. В первой половине 1963 года готовилась к полету на космическом корабле «Восток-6» по программе женского полета в составе группы вместе с Валентиной Терешковой, Ириной Соловьевой и Валентиной Пономарёвой. С мая по ноябрь 1965 года проходила подготовку в качестве командира второго экипажа (вместе с Татьяной Кузнецовой) для полета на космическом корабле «Восход» с выходом в открытый космос. Но этот полёт был отменен в связи с закрытием программы «Восход». Была отчислена из отряда космонавтов 1 октября 1969 года в связи с расформированием женской группы космонавтов.
До конца жизни Жанна Дмитриевна проработала в Звёздном городке в Центре подготовки космонавтов. Была замужем (с 1963 года) за военнослужащим, генералом Валерием Николаевичем Сергейчиком (род. 1940). В семье воспитывались: сын Валерий (род. 1964) и дочь Светлана (род. 1970).
Умерла от инсульта 25 мая 2015 года. Была похоронена на кладбище деревни Леониха Московской области, близ Звёздного городка.
В числе её наград: медали «Двадцать лет Победы в Великой Отечественной войне 1941—1945 годов», «50 лет Вооруженных Сил СССР» и «За безупречную службу» III степени.